# Valle de Santibáñez
Valle de Santibáñez – gmina w Hiszpanii, w prowincji Burgos, w Kastylii i León, o powierzchni 105,86 km². W 2011 roku gmina liczyła 544 mieszkańców.